# Cyclosa bacilliformis
Cyclosa bacilliformis är en spindelart som beskrevs av Simon 1908. Cyclosa bacilliformis ingår i släktet Cyclosa och familjen hjulspindlar.
Artens utbredningsområde är Western Australia. Inga underarter finns listade i Catalogue of Life.